# Vates serraticornis
Vates serraticornis es una especie de mantis de la familia Mantidae.

## Distribución geográfica
Se encuentra en Bolivia, Colombia y Trinidad.